# Мувалади
Мулади или Мувалади (на испански: muladi; на арабски: مولدون – mūwallad, букв. „издънка“, „младо мъжко животно“) са представители на местното келтско-иберско, римско и вестготско-свебийско население в Испания, приели исляма след арабското нашествие през 8 век и установяването на 700-годишната власт на т.нар. Кордовски халифат от 781 до 1492 г. Наричани са и мусалима (musalima – ислямизирани).
Длъжни са били да носят арабски дрехи, да изпълняват арабските обичаи и да говорят арабски. Прикрепяни са към някой чистокръвен арабин и са приемали родовото му име, докато към 11 – 12 век различията се замъгляват. Децата от майки християнки и бащи мюсюлмани са считани за мелези и също и до днес са наричани мувалади. Оттук произлиза и испанското название „мулати“ за хора със смесена кръв, наложило се в европейските езици.
Муваладите запазват своя език, но знаят и арабски. Заедно с опазилите своята вяра християни говорят мозарабски (букв. „превърнат в арабски“) диалект – представляващ простонароден латински, подложен на силно арабско влияние от поробителя и на който е наложена арабската писменост, прелял се и обогатил сродната испано-португалска езикова среда след освобождението от чуждото господство.

## Политически изяви
Освен лично свободни хора, предимно сред знатните преди завоеванието, и деца на майки християнки, силно преобладаващи сред муваладите всъщност са бившите роби, включително сакалибите. Много от последните са славяни и стават важна социална група в Андалусия в 10 и 11 век. Командирът на 100 000 войски на халифа на Кордоба в колосалната битка при Симанкас в провинция Самора срещу обединените, но малки сили на баските от Кралство Навара, Кралство Леон и Кастилия в 938 г., е помохамеданченият славянин мувалада Наджах (Najdah).
Ислямизираните славянски мюсюлмански някогашни роби, водени от Али ибн Юсуф, сформират своя „тайфа“ (въоръжен корпус, емирство) и в условията на западащия халифат установяват контрол над Дения и провинцията на Аликанте, а след това в 1015 г. над Балеарските острови и тяхната столица Палма де Майорка, които включват в княжеството си. Муваладите от Печина при Алмерия правят своя морска експедиция в 889 г. и завоюват областта от днешно Сен Тропе на морето до прохода Сан Бернар в Швейцария и построяват крепостта Фаракша (Fraxinet), където създават свое помашко емирство, контролиращо европейските пътища до 975 г.

## Социално положение
Ислямизаторската практика налага в завоюваната страна системата на агнатичен сеньорат, който изключва жените от системата на наследяване и ограничава това право за децата. Помохамеданчените били гръбнакът на стопанството в ислямска Испания, те били добри занаятчии, търговци, фермери, но принципно били държани в социалната периферия и далеч от административна власт от арабската аристокрация, която ги гледала отвисоко и обичайно презрително ги наричала „робски синове“. Независимо от професията и положението им, помохамеданчените са гледани с презрение от пришълците, които се държат като колонизатори и чужденци натрапници, експлоатиращи техните родни земи с роби и крепостни християни. Взаимната омраза предизвиква постоянно напрежение и бунтове за равнопоставеност във властта, богатството и статуса в обществото с господарите араби. От друга страна, големият брой приели исляма, намалява числото на плащащите данък джизие и допълнително засилва негодуванието към към помаците мувалади. Така се стига до положението на постоянни бунтове и недоволство срещу властта. В Гранада (тогава наричана Елвира) стават сблъсъци между помаци и маври водени от Савар ибн Хамдиб и Саади ибн Джуди. В Севиля, вторият по големина град след столицата Кордоба, се разразява яростна борба между муваладските фамилии Анджелино и Сабарико и мавърските Хаджаж и Халдун, спечелена от сарацините.
През 805 г. мулавадите в Кордоба се вдигат на бунт срещу Хаким I, но въстанието е потушено. През 814 г. се вдига второ въстание в Кордоба, въстанието е потушено с още по-голяма суровост и 9500 помаци са заточени в Африка. През 858 г. следва въстание на помохамеданчените в Мерида, водено от Ибн Маруан, а след потушаването му в Мерида центърът на бунта бързо се премества в Бадахос. В тези бунтове помаците често са подпомагани от останалото християнско население, а понякога и от сили на околните християнски владетели. Например, когато мувладите в Толедо въстават, веднага на помощ им идва мозарабското население на града, а Ордоньо I от Астурия бързо откликва на тяхната молба за помощ. Немалко бунтовни помаци успяват да се закрепят в различни владения и техните потомци в крайна сметка стават полунезависими емири.

## Родова памет
Силно подложени на ислямизация са гражданите от югоизтока на страната, най-отдалечени от християнските страни, у които (приели веднъж чуждо родово фамилно име) с поколенията успешно се насажда да забравят истинските си корени. Все пак много от знатните мувалади, станали управители на емирства, особено в граничната с християнските владения зона, сочат гордо имената си Бану Каси (син на Касий) или Ал Куити (от Готите) и охотно влизат в различни комбинации с християнските си съседи и дори се женят сред тях.
Помохамеданчените запазват и дори налагат на правоверните не малко християнски традиции. В Андалусия е приет християнският слънчев календар в противовес на лунния арабски, пиенето и дори злоупотребата с вино е пословично разпространена, за ужас на улемите, често с подкрепата на своите „вали“ (управители) се празнуват традиционни християнски празници и християнските тайнства се вплитат в религиозните приношения.
През 10 век започва масова ислямизация и муваладите достигат мнозинството от населението на Ал-Андалус, като значителен брой мувалади има и в Естремадура, Толедо, Валенсия и др., но със започването на Реконкистата в края на 9 век започва обратният процес на преход от мохамеданство в християнство и възстановяване на изконната родова религия.

## Умар ибн Хавсун
Особено показателен е примерът на Умар ибн Хавсун. Произхождащ от знатно готско семейство, неговият дядо става ренегат и приема исляма, но той в знак на протест към кордовския халиф се покръства в 899 г. и основава християнски епископат с център укрепеното селище Бобастро до град Ардалес в Малага. Умар-Самуил освобождава не само Малага с околната област, но и големи части от провинциите Кадис, Севиля, Хаен и Гранада, известна тогава като Елвира. Агилар де ла Фронтера става негова столица, освобождава Севиля и над 70 замъка. Упорито отстоява свободата на своите помаци мувалади и християни мозараби с оръжие в ръка цели 19 години до кончината си на преклонните за това време 67 години. Ислямската власт се връща чак 11 години след смъртта му в 928 г. – 30 години след връщането му в християнството. В безсилно отмъщение отдавна мъртвото му тяло е извадено от поробителя от гроба и разпънато пред джамията в Кордоба.

## Интегриране в испанската нация
В крайна сметка чужденците мюсюлмани губят битката за налагане на мохамеданството. След прогонването на мюсюлманските завоеватели от Иберийския полуостров останалите по родните си места мулавади постепенно се връщат към християнството и напълно се интегрират в своята испанска нация, а подведените да напускат страната заедно с бягащите маври в кратко време са асимилирани от берберите и арабите.
След столетия мароканските колониални части, помогнали за установяване на католическата диктатура на Франко, вероятно включват и част от потомците на асимилираните, но те са чужденци в Испания, както и останалите северно-африканци, стремящи се днес да емигрират в Испания и християнските страни.